# کمک (پرنده)
کَمَک یا کَمَک مُرغ، در اساطیر ایران و آئین زرتشت، نام پرنده‌ای غول‌پیکر و جادو اهریمنی است، که موجب تاریک شدن و بی باران ماندن زمین و خشک‌سالی و تباهی و ویرانی در آن می‌شود. این پرندهٔ عظیم الجُثّه، بدن خویش را در برابر نور و در برابر بارانی که از آسمان می‌بارید قرار می‌داد تا باران بر پشت او بریزد و هرگز به زمین نرسد. این پرندهٔ شوم، سرانجام با رشادت گرشاسب و هفت شبانه روز تیر افکندن وی به سوی او، نابود می‌شود و بر زمین می‌افتد.
داستان اسطورهٔ کَمَک، شباهتی عجیب با برخی افسانه‌های اساطیری چین باستان دارد و از جمله اسطورهٔ ده خورشید و نبرد یی، کماندار بزرگ آسمانی با نُه خورشید و نابودی این نُه تا به نفع بقای یک خورشید را در اسطوره‌های چینی یادآوری می‌کند. البته باید گفت که گرچه در برخی روایات کهن ایرانی و زرتشتی به اسطورهٔ کَمَک اشاره شده است، امّا در آثار دیگر زرتشتی و از جمله در بندهش فرنبغ دادگی، نشانی از این مرغ افسانه‌ای (کَمَک) نیست و این عده‌ای را بر آن داشته که این روایت را شکل تحریف گونه‌ای از روایات باستانی چین بدانند.

## شرح و معرفی
در کتاب فارسی صد در بندهش، و در روایت داراب هرمزدیار(۱/۶۴) دربارهٔ کَمَک چنین روایت شده که با زاده شدن او، زمین بی باران و بدون فروغ می‌ماند و رودها می‌خشکند. بر مبنای این روایت، کَمَک مردم و حیوانات را می‌بلعد و همه جا ویرانی و تباهی پدیدمی‌آورد.
ویرانی و تباهی پدیدآمده توسط کَمَک، تداوم دارد تا زمانی که سرانجام گرشاسب او را نابود می‌کند و آبادانی و فراوانی را به زمین بازمی‌گرداند.
در این روایت گرشاسب، خطاب به اورمزد می‌گوید:
«ای دادار اورمزد! مرا بیامرز و روان من را در بهشت جایگاه بخش، که چون کَمَک مُرغ پدید آمد، پر بر سر همهٔ جهانیان بازداشت و جهان تاریک کرد و هر باران که می‌بارید، بر پشت او می‌بارید و به دُم به دریا می‌ریخت و نمی‌گذاشت قطره‌ای در جهان ببارد. بدینسان همهٔ جهان از قحط و نیاز تباه شد. [و چنان‌که] مُرغ گندم چیند، او(=کَمَک) [هر آنچه از نعمت و وفور در جهان بود]، می‌خورد و هیچ‌کس تدبیر او، نتوانستی کردن.
سرانجام، من (=گرشاسپ)، تیر و کمان برگرفتم و هفت شبان روز، چونان که باران بارد، تیر می‌انداختم و بر دو بال او می‌زدم، تا بال او سست شد و به زیر افتاد. [وی(=کَمَک)، در هنگام به زیر افتادن نیز]، بسیاری از مردمان را در زیر گرفت و هلاک کرد. من به گرز، منقار وی خُرد کردم، که اگر من آن نکردی، او عالم را خراب کردی و هیچ‌کس بنماندی.
و این زور و قوّت مرا، تو ای اورمزد دادار داده بودی، وگرنه مرا توانائی آن نبود.»

## ارتباط با اساطیر چین
آنچه که در روایات افسانه‌ای و اساطیری ایران پیرامون کَمَک آمده است، شباهتی عجیب با برخی افسانه‌های موجود در مورد برخی اساطیر چین دارد و این می‌تواند نشانه‌ای از پیوند میان اساطیر آسیایی و به‌طور کلی اساطیر شرقی باشد:
در اساطیر چین، پس از فرمانروائی خاقان یائو و به هنگام انتقال فرمانروائی به خاقان شون، به ناگاه ده خورشید در آسمان پدیدار می‌شوند و زمین را از تَفِ خویش، به آتش می‌کشند، [طوریکه در آنجا نیز زمین بی باران می‌ماند و سرچشمه‌های آب‌ها می‌خشکند و خشکسالی بیداد می‌کند و....]، تا اینکه سرانجام، یی، کماندار بزرگ آسمان، نُه خورشید را با بارانی از تیرهای خود از آسمان به زیر می‌کشد و زمین را از قحطی و تباهی می‌رهاند؛ یعنی در آنجا یی کمانگیر، درست همان نقشی را ایفا می‌کند که در اینجا، گرشاسب در مواجهه با کَمَک مُرغ به انجام رسانیده است.
جی کارنوی، اسطوره‌شناس معروف نیز، روایت کَمَکِ اسطوره‌ای را، شکل تحریف شده‌ای از برخی داستان‌های اساطیری چین همچون داستان طوفان بزرگ و اسطورهٔ ده خورشید و نبرد یی کماندار آسمان با نُه خورشید جادویی می‌داند.